# Burg Klammenstein
Die Burg Klammenstein ist eine abgegangene Spornburg auf einem Felssporn über der Steinbachschlucht etwa 1000 Meter östlich von Nußdorf am Inn im Landkreis Rosenheim in Bayern. Die Anlage wird als Bodendenkmal unter der Aktennummer D-1-8239-0002 im Bayernatlas als „Burgstall hohen und späten Mittelalters ("Klammenstein")“ geführt. 

## Geschichte
Die Burg wurde von den Rittern von Klammenstein (Clammensteiner) vermutlich als Stammsitz erbaut und um 1180 mit „Heinrich von Chlammensteine“ erwähnt. 1205 wurde „Siboto de Chlammensteine“ genannt, er war Ministeriale des Bistums Regensburg. Als weiteres Mitglied der Familie ist ab 1280 „Wolfger der Clainsteiner“ erwähnt, die Familie starb mit Konrad von Klammenstein 1402 aus.
Die Burg wurde 1504 zusammen mit der Burg Ramsau, ein weiterer Sitz der Clammensteiner, und vermutlich Burg Kirnstein im Zuge des Landshuter Erbfolgekrieges zerstört. Von der ehemaligen Burganlage ist nichts erhalten.